# Dasophrys geniculatus
Dasophrys geniculatus là một loài ruồi trong họ Asilidae. Dasophrys geniculatus được Macquart miêu tả năm 1838.